# 揖斐川町立春日中学校
揖斐川町立春日中学校（いびがわちょうりつかすがちゅうがっこう）は、かつて岐阜県揖斐郡揖斐川町にあった公立中学校。

## 概要
- 校区は春日六合、春日香六、春日小宮神、春日川合、春日中山、春日美束。旧・春日村の中学校であった。

## 沿革
春日中学校は1947年に開校したが、翌年に3つの中学校（六合・中央・美束）に分立。1964年にこれらの3校を統合し、改めて新規開校している。
- 1947年（昭和22年）
  - 4月1日 - 春日村立春日中学校〈旧〉として開校。本校は春日第二小学校の校舎の一部を使用し、春日第三小学校、春日第一小学校に分校を設置。
  - 5月3日 - 開校式。
- 1948年（昭和23年）4月1日 - 春日中学校〈旧〉が廃校となり、春日村立六合中学校、春日村立中央中学校、春日村立美束中学校に分立する。
- 1964年（昭和39年）
  - 2月18日 - 村議会で統合中学校
  - 3月31日 - 六合中学校、中央中学校、美束中学校を廃校。
  - 4月1日 - 春日村立春日中学校として開校。統合校舎は無く、六合分教室、中央分教室、美束分教室を設置。
  - 5月3日 - 開校式を行う。
- 1965年（昭和40年）
  - 4月1日 - 中央小学校に仮の統合校舎が完成。六合分教室、中央分教室、美束分教室を廃止。教室不足のため、一部の生徒は中央小学校、川合区公民館などで授業を行う。
  - 6月20日 - 現在地に新統合校舎が完成。全生徒が新たな校舎での授業となる。
- 1966年（昭和41年） - 寄宿舎が完成。
- 1968年（昭和43年）12月17日 - 体育館が完成。
- 1971年（昭和46年）11月 - プールが完成。
- 2000年（平成12年） - 寄宿舎を廃止[注釈 1]。
- 2005年（平成17年）1月31日 - 揖斐川町、谷汲村、久瀬村、春日村、坂内村、藤橋村が合併し、揖斐川町が発足。同時に揖斐川町立春日中学校に改称する。
- 2014年（平成26年）3月31日 - 揖斐川中学校に統合され廃校。